# البديل (مسلسل)
مسلسل البديل هو مسلسل تلفزيوني سوري من إنتاج عام 1992م.

## الممثلون
الممثل :الدور
يوسف حنا
الاستاذ زياد
جهاد الزغبي
مروان
حسن دكاك
أبو العز
نورمان أسعد 
سمر
جهاد سعد
الدكتور فارس
أسعد فضة
الدكتور فؤاد
غسان مسعود
طارق
ليلى جبر
دلال
لينا حوارنة
سعاد
سلوم حداد
فارس
ضحى الدبس
فريال
نجاح حفيظ
ام احمد
أحمد عداس
أبو أحمد
نبيلة النابلسي
أم مجدي
حسام عيد
مجدي
زهير رمضان
الدكتور صالح
هالة حسني
أم فارس
عبد الحكيم قطيفان
سمير
أحمد منصور
أبو صالح
فاديا خطاب الممثلة كندة 

## وصلات خارجية
مشاهدة البديل يوتيوب